# Oxystaal

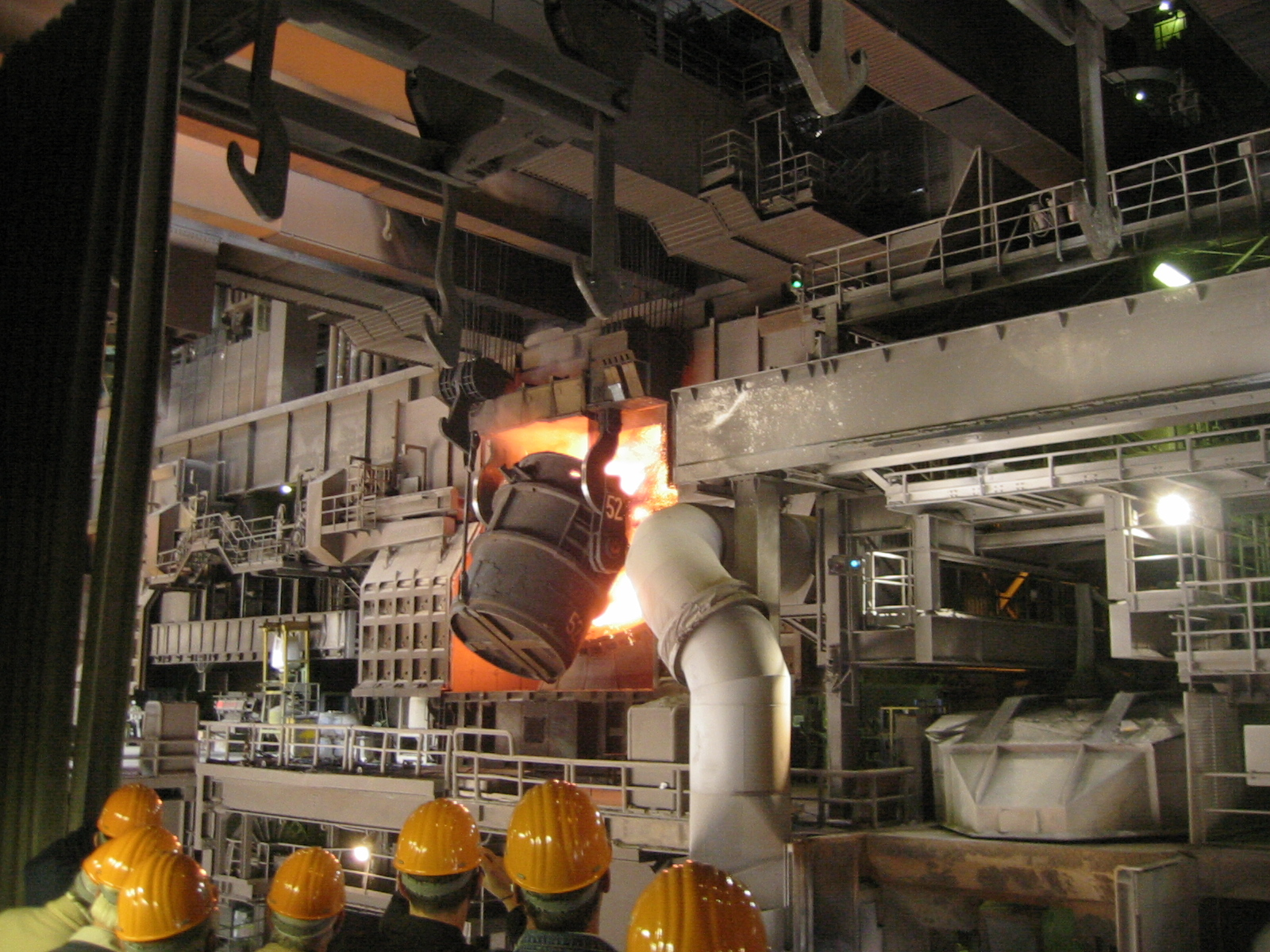
Vullen van een oxystaal convertor van ThyssenKrupp te Duisburg

Schematische tekening waar de zuurstoflans het zuurstof in het ruwijzer blaast

Oxystaal is staal dat is vervaardigd volgens het oxystaalprocedé of Linz-Donawitzprocedé.

## Proces
Hierbij wordt vloeibaar ruwijzer en maximaal 25% schroot in een convertor gebracht. Vervolgens wordt door een watergekoelde holle lans van bovenaf zuivere zuurstof op het bad geblazen, waardoor een groot deel van het in het ijzer aanwezige koolstof en andere onzuiverheden als fosfor en zwavel worden geoxideerd. Het proces verloopt snel; in 20 minuten kan aldus 200 ton staal worden geproduceerd.
Bij dit procedé komt een grote hoeveelheid koolmonoxide vrij omdat de koolstof slechts gedeeltelijk wordt geoxideerd. Dit oxystaalovengas kan worden teruggewonnen en kan worden verstookt voor de opwekking van proceswarmte of elektriciteit, vaak onder bijmenging van hoogovengas en/of cokesovengas.

## Ontwikkeling
In 1943 had men in Duitsland al succesvol geëxperimenteerd met de behandeling van vloeibaar ruwijzer met zuurstof. Na de oorlog werd het verder ontwikkeld door de Vereinigte Österreichische Eisen und Stahlwerke (VÖEST) in de fabrieken van Linz en Donawitz waar uiteindelijk ook de naam  Linz-Donawitz-procedé of LD-staal vandaan komt. Oxystaal heeft deze naam vroegere grotendeels verdrongen. Dit proces had als grote voordelen dat minder schroot in de converter geladen hoefde te worden en het was snel. In minder dan een uur tijd had men 60 ton ruwijzer behandeld, terwijl voor Siemens-Martinovens zo'n 10 uur nodig was om 180 ton staal te maken.
In Nederland ging bij de Koninklijke Hoogovens de eerste oxystaalfabriek in 1958 in productie. Hier stonden twee converters van elk 60 ton waarmee een jaarproductie van 300.000 ton gehaald kon worden. Sindsdien heeft het oxystaalproces het voordien gebruikelijke Siemens-Martinprocedé of het Gilchrist-Thomas-procedé (voor fosforhoudend ijzererts, veel in België toegepast) geheel verdrongen, niet alleen in Nederland maar wereldwijd.